# Sneaky Sound System
Sneaky Sound System, est un groupe australien originaire de Sydney composé du guitariste et producteur Black Angus (Angus McDonald), de la chanteuse Connie Mitchell, du bassiste Donnie Sloan et du batteur Shaun Sibbes. MC Double D (Daimon Downey) ne fait plus partie du groupe.

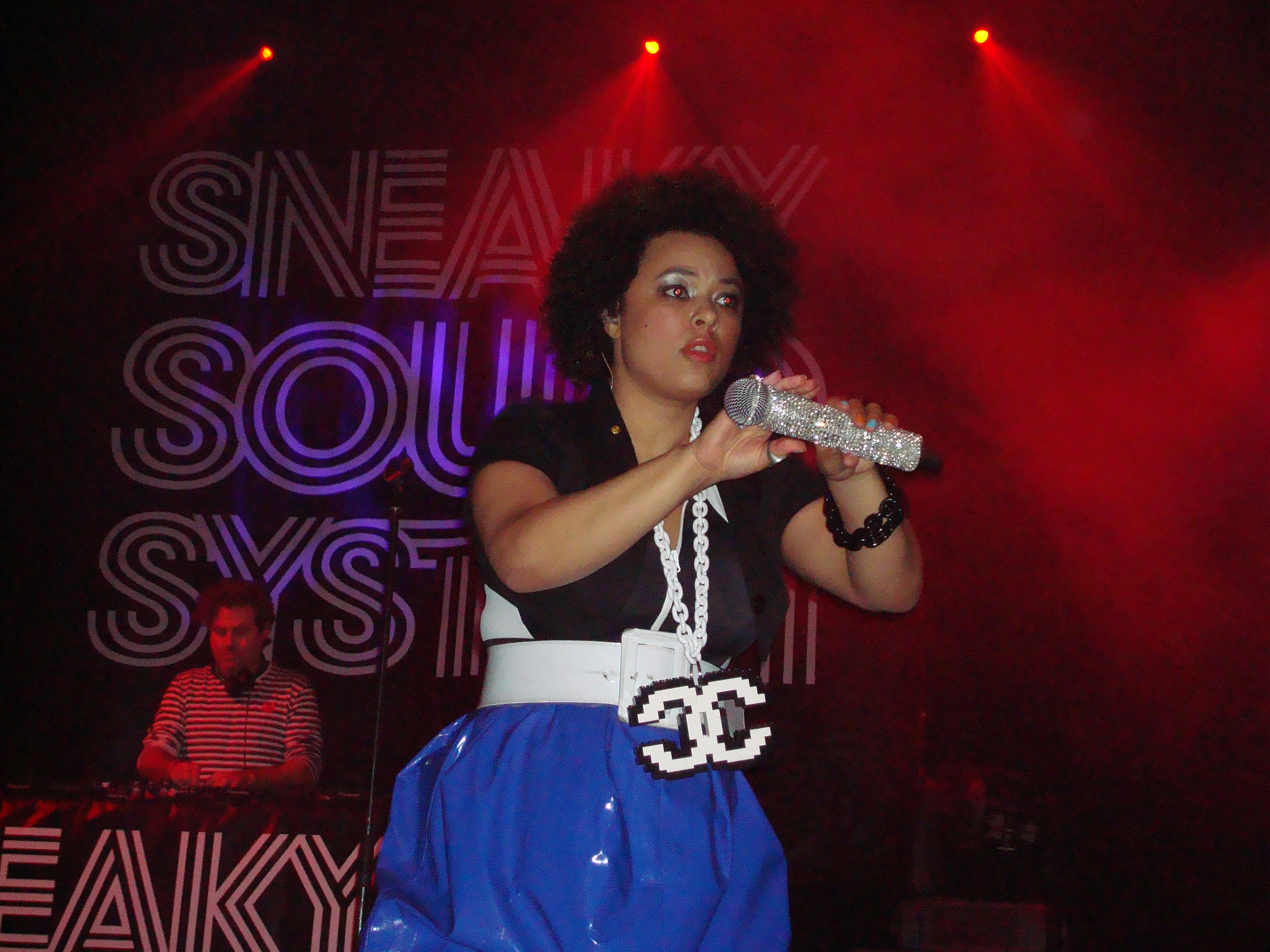
La chanteuse Connie Mitchell